# Colt Python
El Colt Python és un revòlver calibre 357 Magnum que era fabricat per l'empresa Colt Manufacturing Company de Hartford, Connecticut. De vegades és esmentat com "Magnum de combat". Va ser introduït al mercat el 1955, el mateix any que el revòlver Model 29 calibre 44 Magnum de Smith & Wesson. El ja s'abandoni Colt Python anava dirigit al segment del mercat de revòlvers de luxe. Alguns col·leccionistes d'armes de foc i escriptors com Jeff Cooper, Ian V. Hogg, Chuck Hawks, Leroy Thompson, i Renée Smeets han descrit al Python com un dels millors revòlvers alguna vegada fabricats.

## Descripció
El Colt Python és un revòlver de doble acció calibrat per al potent cartutx 357 Magnum i que empra la gran carcassa "I" de Colt. Els Pythons són reconeguts per la seva precisió, gallet de recorregut suau i tambor que es tanca sòlidament.

## Història
El Colt Python va ser introduït per primera vegada el 1955 com a model de luxe de la línia Colt i originalment havia de ser un revòlver Target calibre 38 Special amb carcassa gran. Per tant, té una alça i un punt de mira de precisió ajustables, un gallet suau, construcció sòlida i més peces metàl·liques. Els Python tenen una aparença característica a causa del ressalt que abasta tota la part inferior del canó, la banda ventilada d'aquest i els seus mecanismes de punteria ajustables. Originalment Colt fabricava els Python amb ressalts buits, però els va deixar massissos perquè funcionin com un contrapès estabilitzador del canó. Quan el revòlver està amartillado, al moment de prémer el gallet, el tambor es manté fix durant la durada de l'impacte del martell. Altres revòlvers tenen certa soltesa, fins i tot quan estan amartillado. L'espai entre el tambor i el con de força és molt estret, ajudant a incrementar la precisió i la velocitat. El canó de cada revòlver Python va ser revisat a la fàbrica amb un làser, sent el primer revòlver produït en sèrie sobre el qual es va emprar aquest mètode.

### Cessament de producció
A l'octubre de 1999, Colt Manufacturing Co anunciar el cessament de producció dels revòlvers Python. En una carta de disculpa dirigida als distribuïdors el 2000, l'empresa indicava com a principals motius del cessament de la sèrie Python, així com d'altres models, les canviants condicions del mercat i els costos dels processos judicials. La Colt Custom Gun Shop continuar fent un nombre limitat de Pythons sota comanda fins a 2005, quan fins i tot aquesta producció limitada va cessar.
Per a la història de la humanitat, el Colt Python quedarà com el millor Regirar del Món mai abans fabricat per al potent cartutx .357 Magnum

## Models i Variants

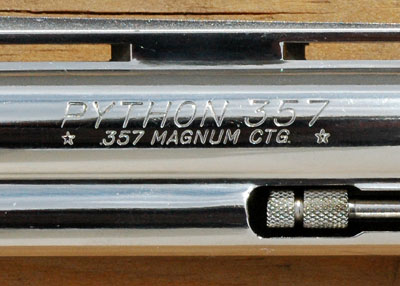
Marcatge Colt Python en el canó.

El Python estava originalment disponible en dos acabats: Pavonat i Níquel Brillant. El model Níquel Brillant va ser descontinuado després de la introducció del model Ultimate Stainless amb acabats setinat i polit mirall més durables. Els acabats d'acer inoxidable i Pavonat van ser oferts per Colt fins al 2003 en el model Python Elite.
Els Python estaven disponibles amb canons de 6,4 cm (2,5 polzades), 7,6 cm (3 polzades), 10 cm (4 polzades), 15 cm (6 polzades) i 20 cm (8 polzades). El model de 15 cm va ser el més popular en general i el model de 20 cm estava destinat a la caça. Es pot col·leccionar un revòlver amb canó de 7,6 cm, encara que no és estrany.
El 1980 es va fabricar el model Python Hunter, amb canó de 20 cm i mira telescòpica LEUPOLD 2X instal·lada de fàbrica. El Python Hunter va ser el primer paquet de revòlver de cacera llest per emprar fet per un important productor d'armes. La mira telescòpica va ser muntada sobre el canó usant suports Redfield i el revòlver anava dins d'un maletí Haliburton. ser descontinuado el 1990 i es va oferir breument com un model Custom Shop després. Un model de Python Target es va fer durant diversos anys només en calibre.38 Special, amb acabats pavonat i níquel.
La Colt fabricar en petites quantitats dues variants del Python. El primer va ser el Colt Boa de 1985, un revòlver calibre.357 Magnum de producció limitada, fet per a la Horton Lew Distributing Company de Massachusetts. Tenia un canó de Python acoblat a una armadura de Trooper Mk V. Es van fabricar 600 revòlvers amb canons de 15 cm (6 polzades) i 600 revòlvers amb canons de 10 cm (4 polzades), dels quals 100 anaven en parella. Encara que visualment s'assembla a un Python, és substancialment diferent pel que fa a les seves mecanismes fa. El segon va ser el Colt Grizzly d'acer inoxidable de 1994, un altre revòlver calibre.357 Magnum de producció limitada. Tenia un canó de Python acoblat a una armadura de Colt King Cobra. Es fabricaren 500 revòlvers d'aquest model amb canons Magna-Porter de 15 cm (6 polzades) i tambors llisos sense estries. El canó amb banda ventilada porta gravada una empremta d'os. Similar al Grizzly va ser el Colt Kodiak, que era un Colt Anaconda amb un canó Magna-Ports i un tambor llis. Es van fabricar aproximadament uns 2000 revòlvers Kodiak.
Segons R.L. Wilson, l'historiador de la Colt, els revòlvers Colt Python han estat col·leccionats per Elvis Presley i diversos reis en el sentit tradicional: "La seva Majestat (SM) Hussein I de Jordània va encarregar un nombre limitat de revòlvers Python, amb canons de 10 cm (4 polzades) i 15 cm (6 polzades), com regals per als seus amics selectes. La caixa de transport i el canó van ser gravats amb l'escut de Sa Majestat. El Python per al Rei Joan Carles d'Espanya portava el seu nom banyat en or sobre la placa lateral. Entre altres destinataris cèlebres figural: el Rei Khalid i el Príncep Fahed (Aràbia Saudita), el Rei Hassan (Marroc), el xeic Zyed (Emirats Àrabs Units), el president Anwar Sadat (Egipte) i el president Hafez Assad (Síria)."

## Ús

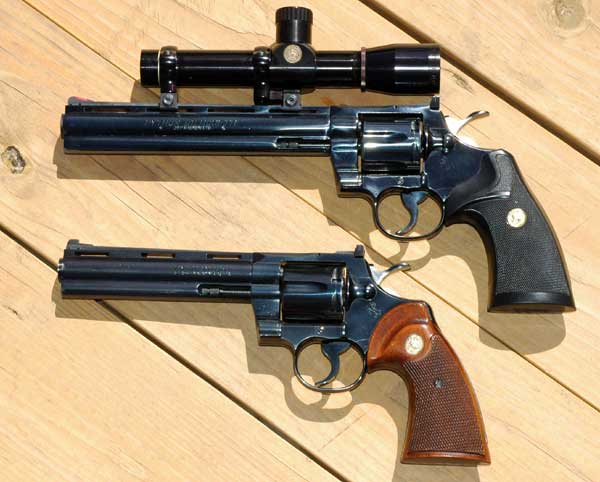
Dues Python amb canó de 20 cm (a dalt) i 15 cm (a baix), pavonades.

El Python immediatament va fer incursions en el mercat policial quan va ser introduït, sent popular entre els policies uniformats el model amb canó de 15 cm (6 polzades) i considerat com a òptim el model amb canó de 10 cm (4 polzades) per als policies de civil. No obstant això, des de llavors ha caigut en desús (al costat de tots els altres revòlvers) pel fet que les canviants necessitats de les agències policials van afavorir l'adopció de pistoles semiautomàtiques. Quan les agències policials es van adonar que les pistoles semiautomàtiques de 9 mm disparaven un cartutx amb característiques similars al.38 Special i tenien major capacitat de munició, van començar a reemplaçar els seus revòlvers per pistoles semiautomàtiques i les seves respectives municions. Els revòlvers Colt Python continuen sent populars en el mercat d'armes de segona mà, tot i assolir alts preus.
La Patrulla de l'Estat de Colorado va utilitzar revòlvers Python pavonats amb canons de 10 cm (4 polzades) fins que els van reemplaçar amb pistoles semiautomàtiques S & W calibre 10 mm. La Patrulla de l'Estat de Geòrgia i la Patrulla de Carretera de Florida van subministrar revòlvers Python als seus oficials.

## Crítiques
L'historiador oficial de la Colt, R.L. Wilson, va descriure al Colt Python com "el Rolls-Royce dels revòlvers Colt" i l'historiador de les armes de foc Ian V. Hogg l'anomenava "el millor revòlver del món". No obstant això, al revòlver no li falten detractors. La contrapart a la precisió del Colt Python és la seva tendència a quedar-se "endarrerit" després de disparar contínuament. Això és quan el tambor no queda exactament alineat amb el con de força de la recambra, per la qual cosa el tirador pot ser ruixat amb pólvora cremada quan dispara el revòlver o aquest no dispararà en prémer el gallet. Quan això passa, el fixador del tambor necessita ser reajustat.
Martin Dougherty indica que el pes del Python és un desavantatge, ja que és bastant pesat per a un revòlver, oscil·lant entre 1,08 kg (2,4 lliures) i 1,17 kg (2,6 lliures), amb prou feines una mica més lleuger que el M29 calibre.44 Magnum (el revòlver de "Harry el Brut").